# Szent Mihály és Gábriel arkangyalok fatemplom (Cseszvára)
A cseszvári Szent Mihály és Gábriel arkangyalok fatemplom műemlékké nyilvánított épület Romániában, Bihar megyében. A romániai műemlékek jegyzékében a  BH-II-m-B-01128 sorszámon szerepel.